# Synagogue de Rosenberg O.S (1889-1938)
La synagogue de Rosenberg O.S., inaugurée en 1889, a été détruite en 1938 lors de la Nuit de Cristal comme la plupart des autres lieux de culte juif en Allemagne.
Rosenberg O.S. ou Rosenberg in Oberschlesien (Haute-Silésie), devient en 1742, après la Première guerre de Silésie, une ville prussienne, intégrée en 1871 à l'Empire allemand. Après la Seconde Guerre mondiale, en 1945, elle est attribuée à la Pologne lors de la conférence de Potsdam. Renommée Olesno, elle est située dans la voïvodie d'Opole et compte actuellement environ 10 000 habitants. 

## La communauté juive
La première mention de Juifs à Rosenberg date de 1226, quand le duc d'Opole, Casimir 1er, impose des taxes aux marchands juifs se rendant de Moravie en Cujavie, s'arrêtaient en ville. 
Pendant la période bohèmienne[-autrichienne] (1307 - 1742) trois familles juives, probablement des marchands, s'installent à Rosenberg au début du XVIe siècle. En 1708, lors de l'épidémie de peste qui ravage la région, 18 Juifs meurent à Rosenberg.  
Quand la ville autrichienne devient prussienne en 1742, de nombreux Juifs s'installent en ville. En 1745, pendant les guerres de Silésie, les Juifs reçoivent l'ordre de quitter la ville, mais en 1750, afin de relancer l'économie locale ruinée par les guerres, les autorités prussiennes encouragent les Juifs à s'y réinstaller. En 1782, 150 Juifs vivent à Rosenberg, représentant 12,7 % de la population totale. À la fin du XVIIIe siècle, une communauté indépendante est fondée par Pinkus Schönwald. Une synagogue en bois est construite en 1814, hors des limites de la ville, et un cimetière juif ouvert, auparavant les enterrements se déroulaient dans le cimetière juif de Kraskau. Une école juive accueille les enfants pour des cours de religion. En 1832, on compte 213 Juifs à Rosenberg, soit 9,5 % de la population, et en 1840, 285 Juifs soit 10,5 % de la population. En 1861, la population juive atteint son maximum avec 307 personnes soit 12 % de la population totale. Par la suite, en raison d'une  forte émigration vers les États-Unis et la Palestine et des départs vers les grandes villes, principalement Varsovie et Berlin, la population juive décroit. En 1900, il y a encore 236 Juifs soit 4,9 % de la population. En 1925, il n'y a plus que 180 Juifs, et en 1933, à l'arrivée au pouvoir des nazis, il ne reste plus que 112 Juifs représentant 1,2 % de la population. En 1936, ils sont encore 83 et en 1936 seulement 58 soit 0,8 % de la population de la ville.  
La synagogue en bois détruite par un incendie est remplacée en 1889 par une synagogue en pierre.
À la fin du XIXe siècle, l'entente est quasi parfaite entre les différentes communautés. Le dimanche se déroule régulièrement une réunion œcuménique dans un bar à vin situé dans la partie nord de la place du marché, pour une partie de skat, entre le pasteur protestant Johann Salzwedel, le rabbin Blumfeld et le prêtre catholique Valentin Morawiec.
Pendant la seconde moitié du XIXe siècle, les Juifs aisés jouent un rôle important dans l'économie de la ville. Parmi eux, on trouve de riches marchands, des propriétaires de distilleries et d'auberges, des avocats et des docteurs. Un hôtel moderne de trois étages, le Hôtel de Berlin, est construit par Simon Breslauer. En 1932, une grenade à main est lancée par des antisémites dans l'hôtel, provoquant d'importants dégâts. 
Pendant la nuit de Cristal du 9 au 10 novembre 1938, la synagogue est incendiée. De nombreux Juifs s'enfuient alors vers l'étranger. Le rabbin de la communauté Erich Lewin, arrêté et incarcéré temporairement au camp de Buchenwald, fuit l'Allemagne et s'installe en Palestine. Le recensement du 17 mai 1939, mentionne 34 Juifs à Rosenberg. Ils seront transportés en 1942 dans les camps d'extermination du Generalgouvernement Polen, Gubierna (Gouvernement général de Pologne) et assassinés.

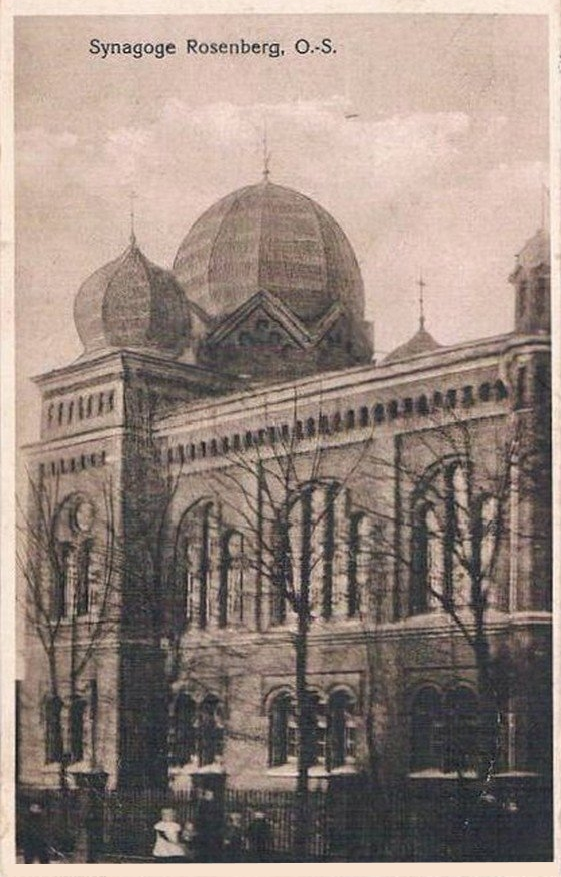
Vue sur les dômes de la synagogue

## La synagogue

### Historique de la synagogue
Une première synagogue en bois est construite en 1814 en dehors des murs de la ville grâce à un prêt obtenu auprès d'un prêtre de Gorzów Śląski. En 1850, des inconnus font irruption dans la synagogue et volent des objets de culte pour une valeur estimée à 150 thalers. 
Celle-ci est détruite le 14 juin 1887 (ou 14 juillet), lors d'un incendie provoqué par la foudre, laissant la communauté juive sans maison de prières. 
La communauté décide alors de faire construire immédiatement une synagogue en dur dans la banlieue est de la ville, aujourd'hui dénommée Wielkie Przedmiescie (Grande banlieue) face à l'école de formation professionnelle actuelle. Le financement est obtenu grâce à la générosité des membres de la communauté juive de Rosenberg, et en particulier de la famille Schlesinger. L'Association des femmes juives, présidée par Vally Schlesinger et Amalie Böhm est particulièrement active dans la collecte des fonds. Le 5 octobre 1887, le rabbin Blumfeld pose la première pierre, et les travaux vont durer deux ans. La synagogue est inaugurée en 1889 par le rabbin Blumfeld servi par le Hazzan (chantre) Eryk Lewin.
Lors de la nuit de Cristal du 9 au 10 novembre 1938, les nazis, membres de la SA de Kreuzburg O.S (actuellement: Kluczbork), mettent le feu à la synagogue et interdisent aux pompiers d'intervenir pour éteindre le feu, leur demandant uniquement d'empêcher le feu de se propager aux bâtiments voisins. Certains objets rituels ont heureusement pu être sauvés et mis en sécurité. Un des rouleaux de Torah a pu être préservé et se trouve de nos jours en possession de la communauté juive de Manille aux Philippines.  
La maison du gardien se trouvait à côté de la synagogue. Le centre communautaire était situé dans l'ancienne  Grosse Vorstadt Strasse. 

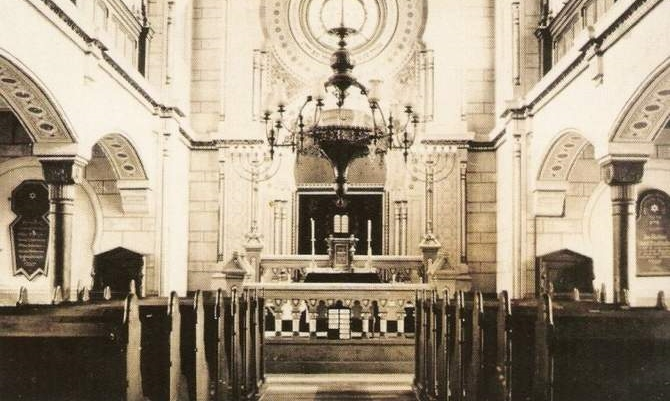
L'intérieur de la synagogue

### Architecture
La synagogue en briques rouges et dirigée vers l'orient, est construite en style mauresque avec des éléments néo-romans et néo-gothiques. Le corps principal du bâtiment est conçu selon un plan rectangulaire. La partie avant, encadrée de deux pseudo-tours est légèrement plus large. Elle est couronnée de trois dômes en bulbe placés sur des tambours de style néo-roman. Le dôme central est plus grand que les deux autres placés sur les pseudo-tours.
La partie est du bâtiment, de forme rectangulaire, est plus étroite que le corps principal, avec en son centre une petite abside à trois côtés, surmontée d'une gloriette avec un petit dôme mauresque. L'ensemble est inspiré de la synagogue de Bruchsal près de Karlsruhe, et fait référence au Temple de Jérusalem. 
L'intérieur de la synagogue est orné d'un décor néogothique-néoroman. La salle de prière principale est entourée sur trois côtés par une galerie pour les femmes, appuyée sur des colonnes mauresques.  L'encadrement de l'Arche sainte ainsi que les niches peu profondes sur les murs sont en arc en fer-à-cheval. Les murs sont décorés de peintures à motifs géométriques. 
Sur un des murs de la synagogue a été fixée après la Première Guerre mondiale, une plaque commémorative portant les noms des 15 Juifs de Rosenberg qui ont été tués au front en tant que soldats de l'armée allemande.